# Tegella crenulata
Tegella crenulata är en mossdjursart som först beskrevs av Okada 1929.  Tegella crenulata ingår i släktet Tegella och familjen Calloporidae. Inga underarter finns listade i Catalogue of Life.